# Ryszard Wolański
Ryszard Wolański (ur. 25 lipca 1943 w Warszawie, zm. 17 września 2020 tamże) – polski dziennikarz muzyczny.

## Życiorys
Absolwent Państwowej Wyższej Szkoły Muzycznej w Warszawie. Od 1972 związany z Polskim Radiem oraz od 1978 z Telewizją Polską. Autor wielu radiowych i telewizyjnych reportaży o tematyce muzyki jazzowej. Od 1974 był reporterem festiwali muzycznych, m.in.: Jazz Jamboree, Jazz nad Odrą, Old Jazz Meeting, Jazz Jantar, Pomorska Jesień Jazzowa, Festiwal Standardów Jazzowych w Siedlcach, Lubelskie Spotkania Wokalistów Jazzowych, Międzynarodowe Spotkania Wokalistów Jazzowych w Zamościu, Krajowym Festiwalu Piosenki Polskiej w Opolu, Międzynarodowym Festiwalu Piosenki w Sopocie, Piknik Country w Mrągowie.
Był współautorem programów telewizyjnych: Klub Jazzowy Studia Gama, Vademecum jazzu, Panorama Jazzu Polskiego, Telemuza, Telemuzak, Bez próby, Studio Orzech. Był również autorem ponad 2000 audycji radiowych o tematyce muzyki jazzowej: Panorama jazz, Swingowe granie, Poznajemy style jazzowe, Jazz tradycyjny.
Opracował „Leksykon Polskiej Muzyki Rozrywkowej”. W 2012 jego książka Eugeniusz Bodo. „Już taki jestem zimny drań” została wyróżniona w kategorii „Najlepsza książka popularnonaukowa poświęcona historii Polski w XX wieku” nagrodą jury w konkursie Książka Historyczna Roku.
Zmarł 17 września 2020 w Warszawie, pochowany 25 września 2020 na cmentarzu komunalnym Północnym (kwatera W-III-4-6-18).

## Publikacje
- 1995, 2003: Leksykon polskiej muzyki rozrywkowej
- 1996: Krzysztof Klenczon. Wspomnienie i piosenki
- 2002: Jennifer Lopez. Short Biography
- 2003: Sting. Short Biography
- 2004: Ricky Martin. Short Biography
- 2004: Britney Spears. Short Biography
- 2004: Foto Jazz Portret[8]
- 2012: Eugeniusz Bodo. Już taki jestem zimny drań
- 2013: Tola Mankiewiczówna. Jak za dawnych lat
- 2015: Aleksander Żabczyński. Jak drogie są wspomnienia

## Ordery i odznaczenia
- 2000: Złota Odznaka Polskiego Stowarzyszenia Jazzowego
- 2004: Złoty Krzyż Zasługi
- 2007: Złoty Medal „Zasłużony Kulturze Gloria Artis”[9]

## Nagrody i wyróżnienia
- 1985: Nagroda Przewodniczącego Komitetu do spraw Radia i Telewizji
- 1987: Nagroda Międzynarodowego Festiwalu Jazz Film Saloon
- 1989: Nagroda Stowarzyszenia Muzyków Rozrywkowych STOMUR
- 1989: Nagroda Międzynarodowej Federacji Jazzowej
- 1995: Złota Tarka
- 1990, 1996: Nagroda Związku Polskich Autorów i Kompozytorów ZAKR
- 2002: Nagroda ZAiKS-u za popularyzację polskiej twórczości rozrywkowej[10]

Źródło:.